# Liberdade (escola de samba)
GRES Liberdade é uma escola de samba do Japão, filiada à Associação das Escolas de Samba de Asakusa, sendo considerada uma das grandes forças do carnaval japonês.
A escola foi fundada em 1991, sendo a primeira escola japonesa a ter um samba-enredo composto por sambista carioca, sendo ele Noca da Portela; a  primeira escola japonesa a usar fantasias feitas por ateliers de escolas cariocas, como Portela e Santa Cruz; a pintar o couro dos instrumentos com a logomarca da escola e a usar cacos no samba-enredo na gravação e durante o desfile, iniciativas do ex-componente Marcello Sudoh.

## História
A agremiação foi criada em 27 de janeiro de 1991, por um grupo de sambistas dissidentes de outra agremiação da cidade. Naquela época, o Carnaval de Asakusa já possuía 11 edições. Em seu primeiro desfile, obteve a sexta colocação, considerada um bom resultado para uma escola de samba estreante.
Entre a fundação e 2015, a agremiação foi quatro vezes vice-campeã.

## Carnavais
| Ano  | Colocação   | Grupo | Enredo   | Carnavalesco | Ref.  |
| ---- | ----------- | ----- | -------- | ------------ | ----- |
| 1997 | vice-campeã | ÚNICO | África   |              | [ 1 ] |
| 2008 | vice-campeã | ÚNICO | Amazonas |              | [ 1 ] |
| 2015 | 4.º Lugar   | ÚNICO |          |              | [ 1 ] |